# Carolina (ort i Brasilien, Maranhão, Carolina)
Carolina är en ort i Brasilien.   Den ligger i kommunen Carolina och delstaten Maranhão, i den centrala delen av landet, 900 km norr om huvudstaden Brasília. Carolina ligger 175 meter över havet och antalet invånare är 16 228.
Terrängen runt Carolina är platt, och sluttar västerut. Det finns inga andra samhällen i närheten.
Omgivningarna runt Carolina är huvudsakligen savann. Runt Carolina är det mycket glesbefolkat, med 3 invånare per kvadratkilometer.